# Leiobunum bifrons
Leiobunum bifrons is een hooiwagen uit de familie Sclerosomatidae.